# El Abayarde contra-ataca
El abayarde contra-ataca es el tercer álbum de estudio grabado por el cantante puertorriqueño Tego Calderón. Fue publicado el 28 de agosto de 2007 a través de los sellos discográficos Jiggiri Records y Warner Music Latina.
Contiene el sencillo promocional «Tradicional a lo bravo» y las colaboraciones de Residente, Yaviah, Pirulo, Randy, Chyno Nyno, Ñejo y Julio Voltio.

## Antecedentes
El rapero declaró que algunos aspectos de su álbum The Underdog/El Subestimado era más un desahogo y un cierre de página, explicando que fue debido a la muerte de su padre, a lo que se refiere como “un disco oscuro por lo que yo estaba viviendo y eso se refleja en la música”. Para contrastar, el estilo del álbum posee incluso mayor influencia de sonidos africanos con acordes latinoamericanos y caribeña. En una entrevista realizada por la Agencia EFE, Calderón describe a su cuarto álbum como «su trabajo más maduro y el más importante».
«La verdad es que no soy capaz de escuchar un disco de reggaetón entero. Por eso mis discos no tienen sólo reggaetón. No es mi música preferida. Me gusta mucho la música con mensaje, con sentido, que se note que te sentaste a escribir y a romperte la cabeza».

## Producción
En algunas entrevistas promocionales, Calderón explicó el trasfondo de algunas canciones. «Alegría» y «El que no lucha no avanza» poseen mensajes positivos, expresando: “quiero traerle alegría al pueblo, mensajes que hagan a la gente luchar y seguir pa’ lante”. Varios de estos cambios se deben a giras y visitas al extranjero, en especial uno a Sierra Leona previo a la promoción de The Underdog junto a Paul Wall y Raekwon, en donde sintió que visitó el mismo infierno, debido a las precarias situaciones del lugar.

## Promoción
Tego asistió a Mi TRL para cantar «Tradicional a lo bravo» en vivo y fue entrevistado por el álbum. Tres sencillos fueron desprendidos inicialmente, todos tuvieron vídeos musicales, aunque «Quitarte to'» no tuvo tanto tiempo al aire por parte de los radios como los otros sencillos. Los tres sencillos están disponibles para descarga digital en iTunes, Amazon, Rhapsody y otras tiendas minoristas.

## Lista de canciones
| N.º   | Título                                                             | Duración |  |
| 1.    | «Alegría»                                                          | 3:45     |  |
| 2.    | «Tradicional a lo bravo»                                           | 3:45     |  |
| 3.    | «Ni fu ni fa»                                                      | 3:54     |  |
| 4.    | «Cual es el plan y eso» (con Residente Calle 13, Yaviah)           | 5:08     |  |
| 5.    | «Los míos» (con Pirulo)                                            | 3:07     |  |
| 6.    | «Tu pa' mi»                                                        | 4:02     |  |
| 7.    | «Quitarte to'» (con Randy)                                         | 3:30     |  |
| 8.    | «Lo hecho hecho está» (con Chyno Nyno, Ñejo, Pirulo, Julio Voltio) | 4:30     |  |
| 9.    | «TTTTego (Remix)»                                                  | 3:25     |  |
| 10.   | «El que no lucha no avanza»                                        | 2:45     |  |
| 11.   | «Quiéreme como soy» (con Pirulo)                                   | 3:30     |  |
| 12.   | «No era por ahí»                                                   | 3:24     |  |
| 13.   | «Por mi madre» (con Randy)                                         | 3:25     |  |
| 48:10 |                                                                    |          |  |

| Bonus track digital |                        |          |  |
| N.º                 | Título                 | Duración |  |
| 14.                 | «Soñar no cuesta nada» | 3:50     |  |
| 52:00               |                        |          |  |

Notas
- «Alegría» contiene un sample de «Goldfinger» por John Barry con Anthony Newley y Leslie Bricusse.[11]
- «Tradicional a lo bravo» contiene un sample de «Fiesta de negritos» por Lucho Bermúdez.
- «El que no lucha no avanza» contiene un sample de «Venganza», interpretada por María Victoria.

## Posicionamiento en listas
| Listas (2007)                        | Mejor posición |
| ------------------------------------ | -------------- |
| Estados Unidos (Billboard 200)       | 136            |
| Estados Unidos (Latin Rhythm Albums) | 1              |
| Estados Unidos (Top Latin Albums)    | 6              |
| Estados Unidos (Top Rap Albums)      | 21             |

### Sucesión y posicionamiento
| Predecesor: El cartel: The Big Boss de Daddy Yankee | U.S. Billboard Latin Rhythm Albums — Álbum N°. 1 15 de septiembre de 2007 - 28 de septiembre de 2007 | Sucesor: El cartel: The Big Boss de Daddy Yankee |

## Premios y nominaciones
| Año  | Premios                | Categoría                    | Resultado |
| ---- | ---------------------- | ---------------------------- | --------- |
| 2008 | Premios Grammy         | Mejor álbum latino urbano    | Nominado  |
| 2008 | Premios Grammy Latinos | Mejor álbum de música urbana | Nominado  |